# Parque nacional de Andasibe-Mantadia

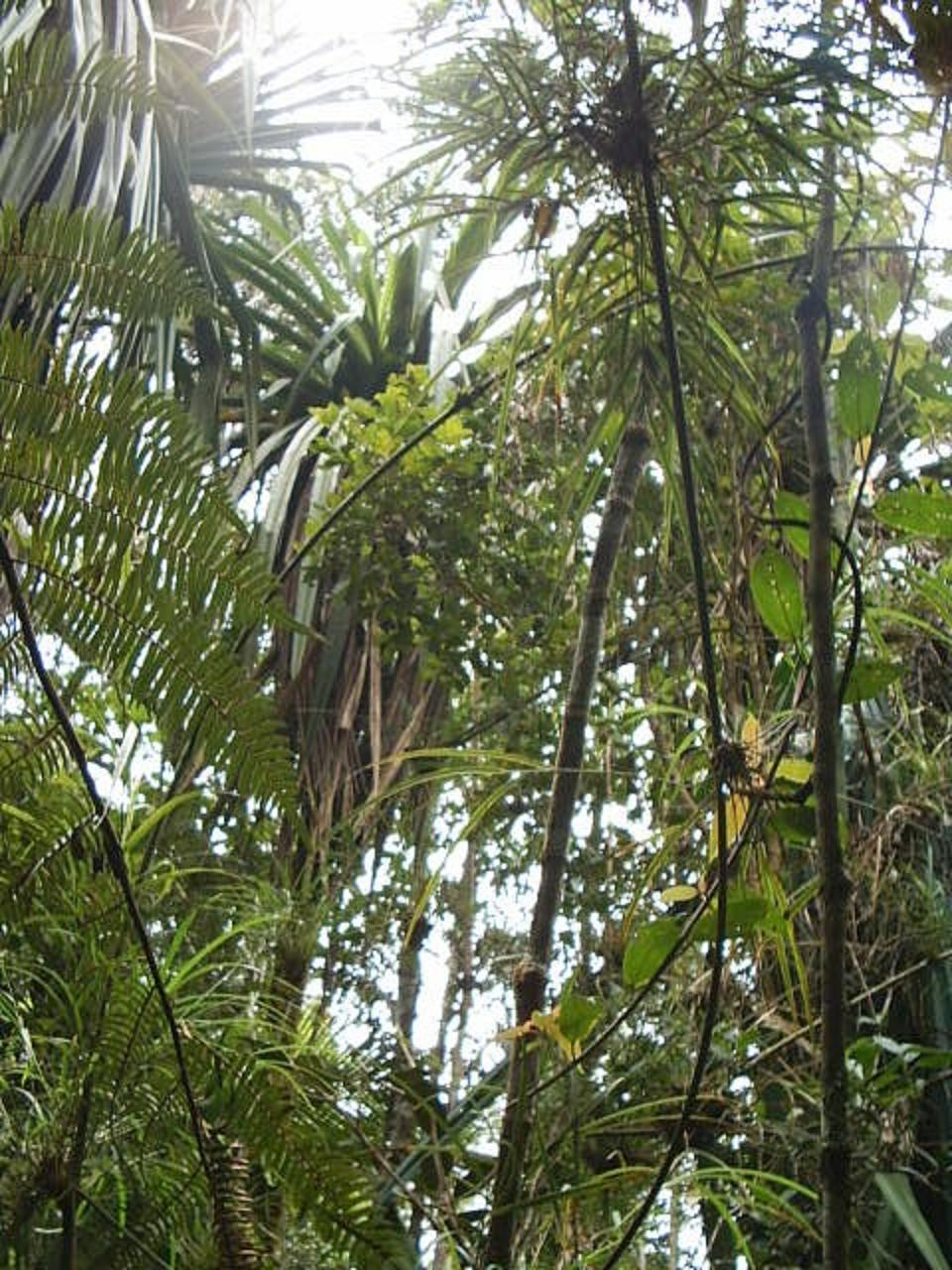
Vista del hábitat arbóreo en el Parque Nacional de Andasibe-Mantadia

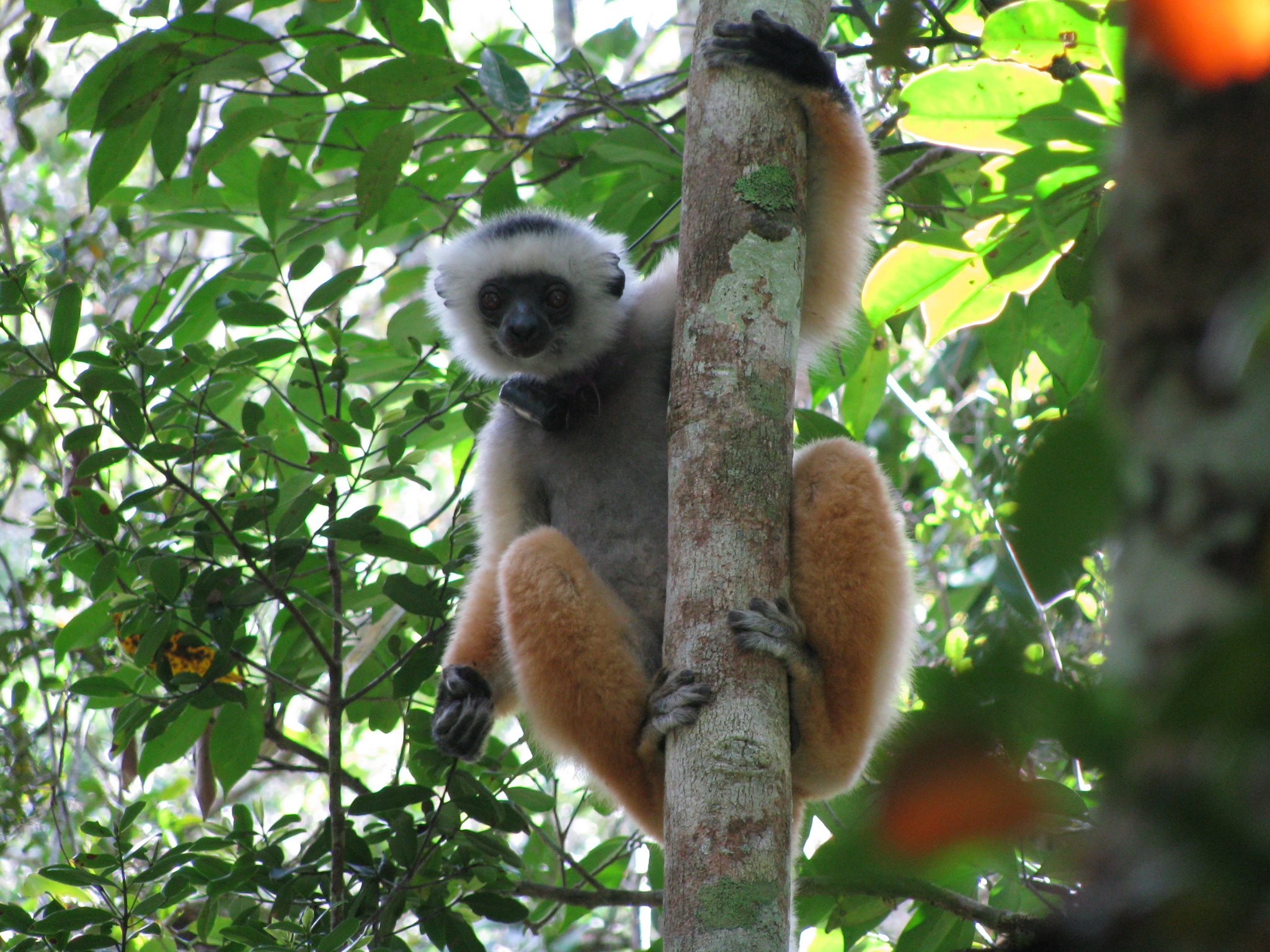
Sifaca Diademed con collar de radio en el parque nacional de Andasibe-Mantadia

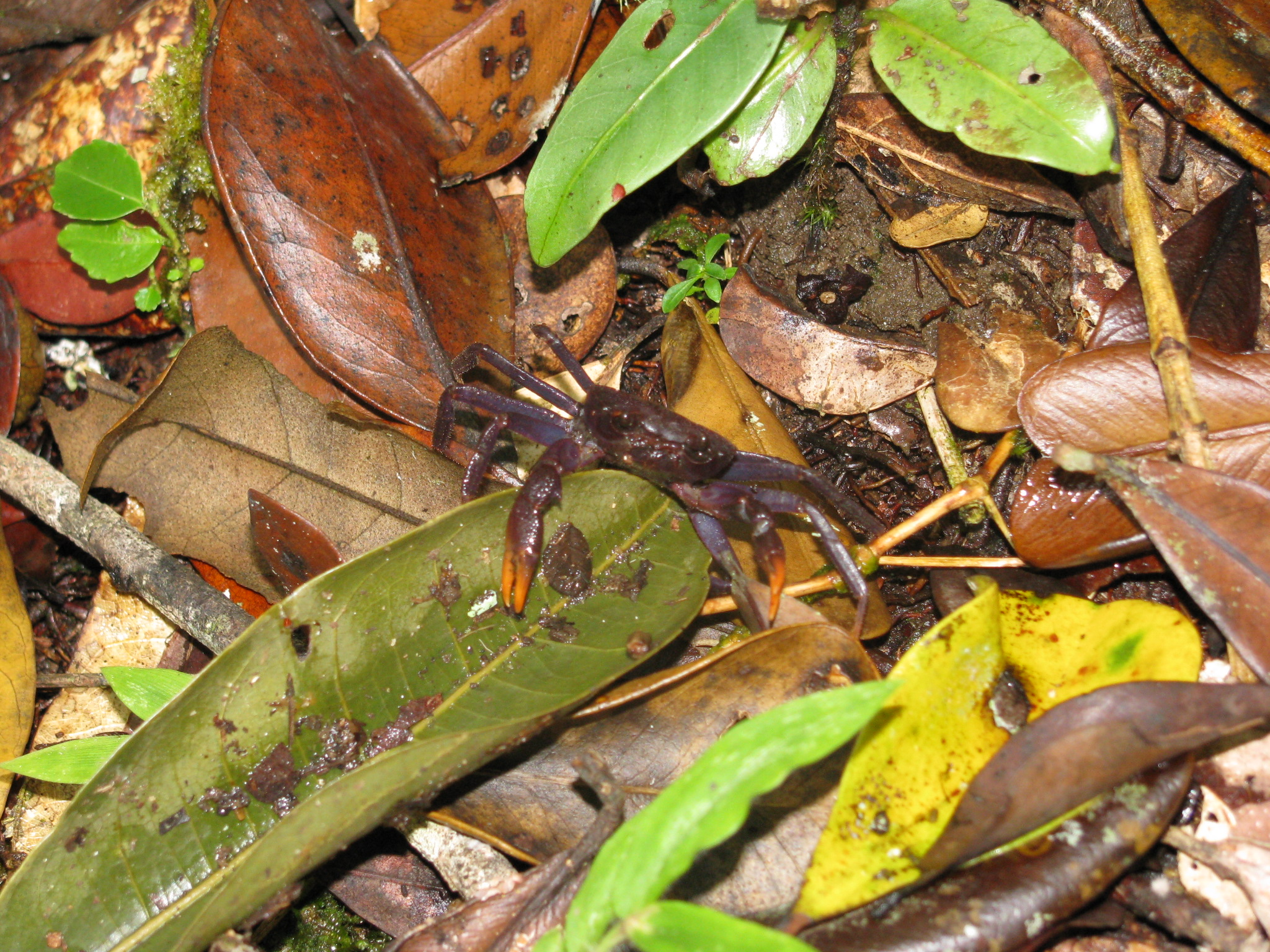
Cangrejo terrestre en el parque nacional de Andasibe-Mantadia

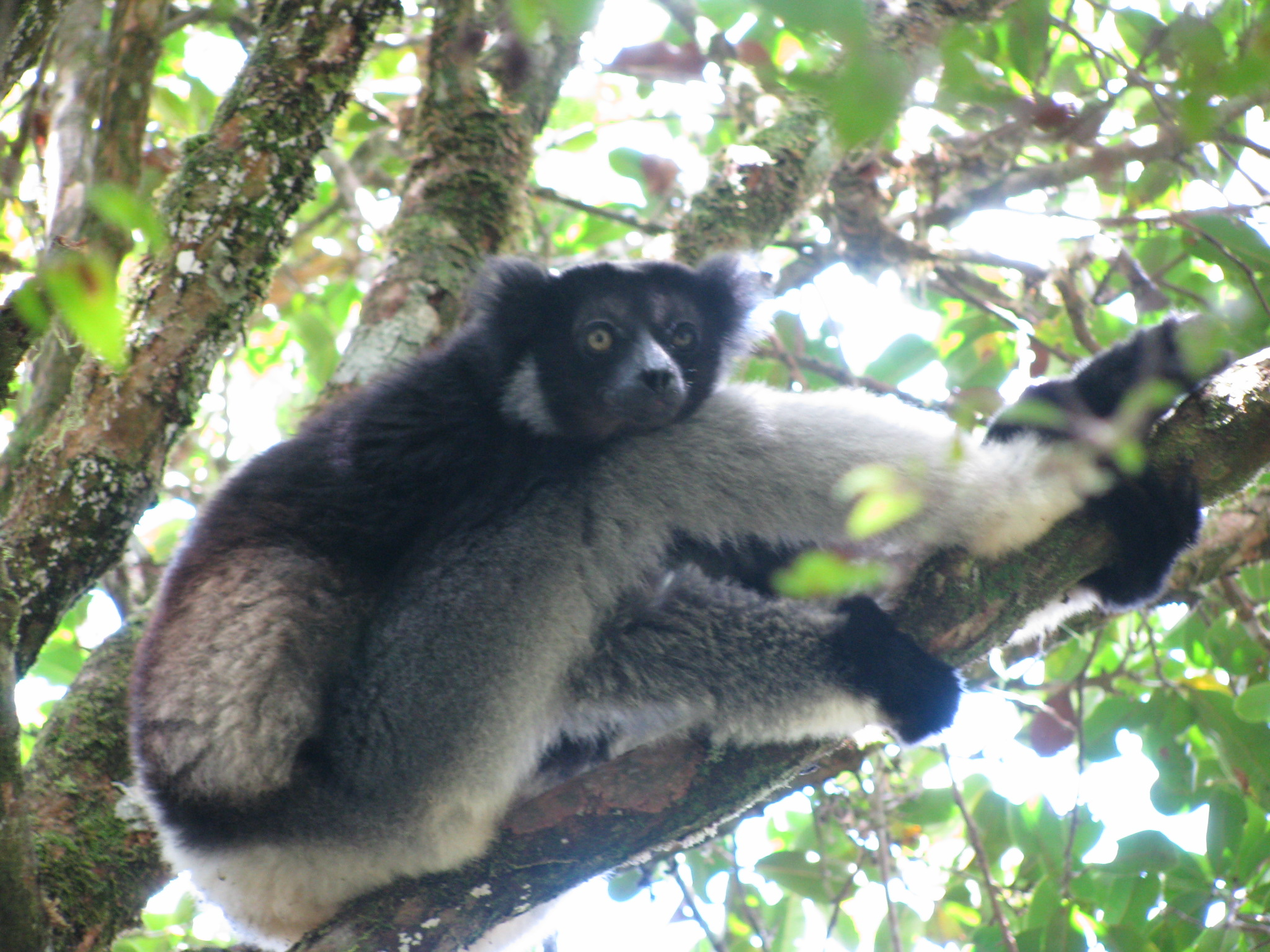
Indri descansando después de la alimentación en el Parque Nacional de Andasibe-Mantadia

El Parque Nacional de Andasibe-Mantadia es un área protegida de 155 kilómetros cuadrados que consiste principalmente de bosque primario que se encuentra en la región de Alaotra-Mangoro en el este de Madagascar. La elevación del parque oscila entre 900-1250 metros de altitud, con un clima húmedo. La precipitación media anual es de 1.700 mm, con una precipitación de 210 días de cada año. Esta selva tropical es el hábitat de una gran especie de la biodiversidad, incluyendo muchas especies endémicas raras y en peligro de extinción, incluyendo 11 especies de lémures. Dos componentes del parque son el Parque Nacional Mantadia y la Reserva Analamazoatra, que es más conocida por su población del lémur más grande de Madagascar, el Indri.
Este es uno de los parques en Madagascar más fáciles para visitar desde la capital, Antananarivo, con un viaje de 3 horas en coche hacia el este por una carretera asfaltada, ja Ruta Nacional 2 (RN 2) . Si bien la sede de Analamazaotra y del parque son paseos cortos desde Antsapanana sobre la RN 2, un transporte especial debe estar contratado en los hoteles locales para llegar Mantadia. Las caminatas van desde 1-6 horas y suelen estar disponibles en las dos partes del parque. Se requiere un guía local para los visitantes que entran en el parque.
La principal amenaza para este parque viene de la desaparición de hábitat contiguo fuera del parque. Esta desaparición ha sido causado principalmente por la tala y sustitución de selva tropical con especies comerciales de eucalipto australiano y bosques de pinos chinos, y en menor medida por la tala y quema para el cultivo del arroz, que se ve agravada por la extremadamente alta tasa de crecimiento de la población y la pobreza en el Madagascar rural.
Para hacer frente a la amenaza de desaparición del hábitat, las reservas se han creado en las cercanías de Andasibe-Mantadia que potencian los recursos de equilibrio con la protección del medio ambiente, y el intento de crear alternativas económicas y ambientalmente preferibles a la sustitución de los bosques nativos por eucaliptos y pinos.

## Flora
La exuberante vegetación de la selva tropical se ha enriquecido con numerosas especies de orquídeas , muchas de las cuales son endémicas, y varias especies de nenúfares , que cubren la superficie de Lac rouge.

## Fauna
El parque es el hogar de 11 especies diferentes de lémures de costumbres tanto diurnas como de nocturnas. Entre estos últimos se encuentran el " aye aye ( Daubentonia madagascariensis ), el microcebo rojo ( Microcebus rufus ) y el marrón chirogaleo (Cheirogaleus major ). Durante el día es posible observar la sifaca diadema (Propithecus diadema ), el lémur de vientre rojo ( Eulemur rubriventer) y una gran colonia de Indri indri.
De vez en cuando puede encontrar en esta zona de la fosa (Cryptoprocta ferox ) y varias especies de tenrec .
Fueron encuestados las siguientes especies de murciélagos : Myzopoda aurita, Miniopterus manavi, Miniopterus majori, Myotis goudoti, Mormopterus jugularis, Mops leucostigma, Tadarida pumila, Neoromicia robertsi.
El parque es también el hogar de numerosas especies de aves (incluyendo la lechuza de Madagascar, Tyto soumagnei y la rara nettaria falso vientre, Neodrepanis hypoxantha), un gran contingente de anfibios (Aglyptodactylus madagascariensis, Blommersia blommersae, Boophis boehmei, Boophis erythrodactylus, Boophis guibei, Mantella crocea, Scaphiophryne marmorata) y varias especies de reptiles .